# Bahnhof Berlin Potsdamer Platz
Der Bahnhof Berlin Potsdamer Platz ist ein unterirdischer Bahnhof am Potsdamer Platz im Zentrum Berlins. Er grenzt an den U-Bahnhof Potsdamer Platz. Der Bahnhof der Eisenbahn besteht aus einem Regional- und einem S-Bahn-Teil. Der Regionalbahnhof (aus betrieblicher Sicht nur ein Haltepunkt) liegt im Tunnel der im Jahr 2006 eröffneten Nord-Süd-Fernbahn, der die Verbindung zum Berliner Hauptbahnhof darstellt. Er ist Bestandteil des Pilzkonzeptes für den Berliner Schienenverkehr. Daneben liegt der S-Bahnhof, der im Jahr 1939 als Teil des Nord-Süd-Tunnels in Betrieb ging.
Südlich des heutigen Bahnhofs Potsdamer Platz lag der noch vor Kriegsende 1945 geschlossene Potsdamer (Fern-)Bahnhof mit zwei Flügelbahnhöfen. Östlich des S-Bahnhofs befindet sich der U-Bahnhof Potsdamer Platz, der mit der Eisenbahnstation nicht baulich verbunden ist. Der U-Bahnhof steht unter Denkmalschutz. Ein weiterer U-Bahnhof für eine geplante neue Linie wurde beim Bau des Regionalbahnhofs vorbereitet.

## Vorgänger: Potsdamer Bahnhof

### Fernbahnhof

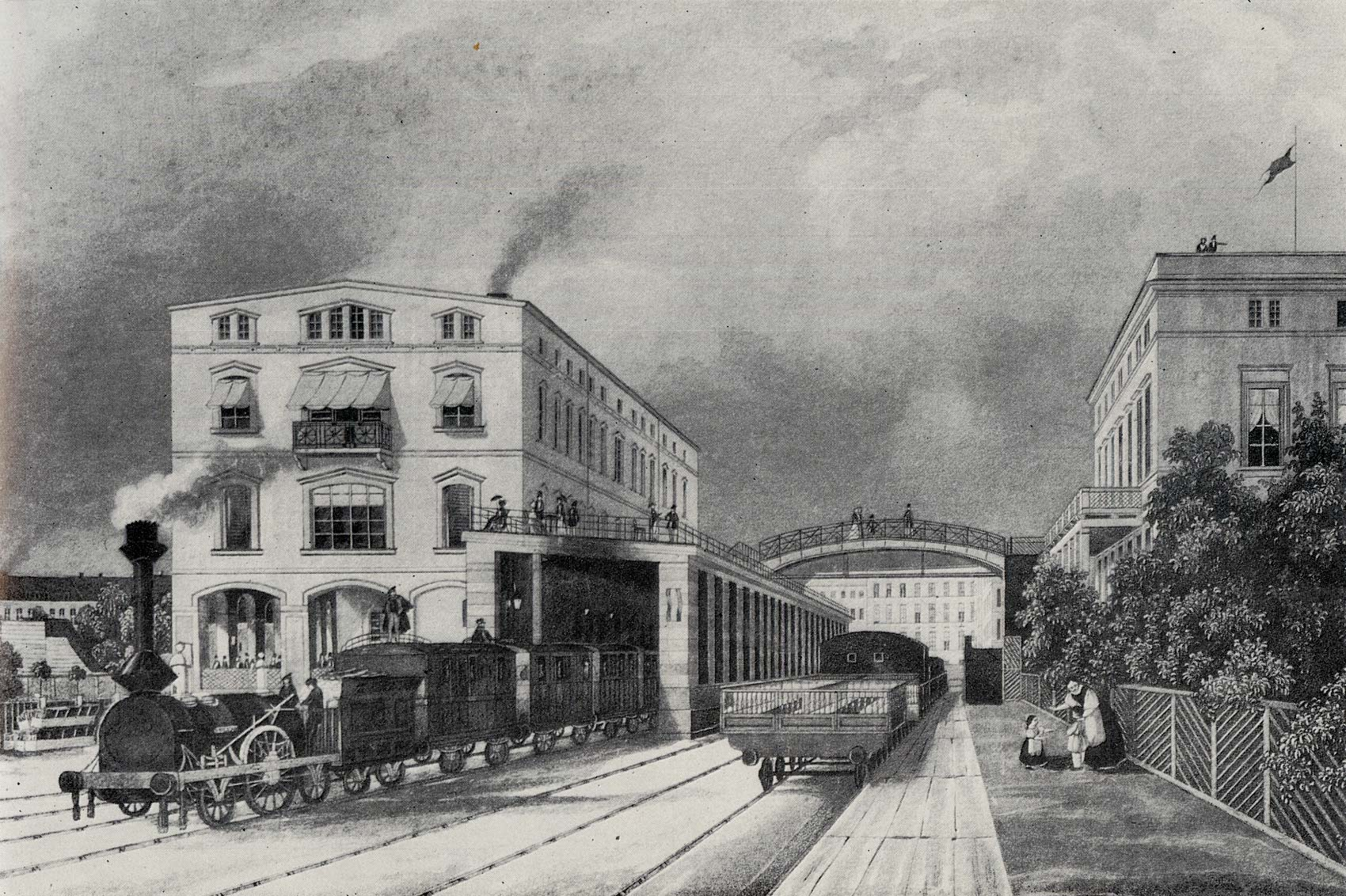
Der Potsdamer Bahnhof, 1843

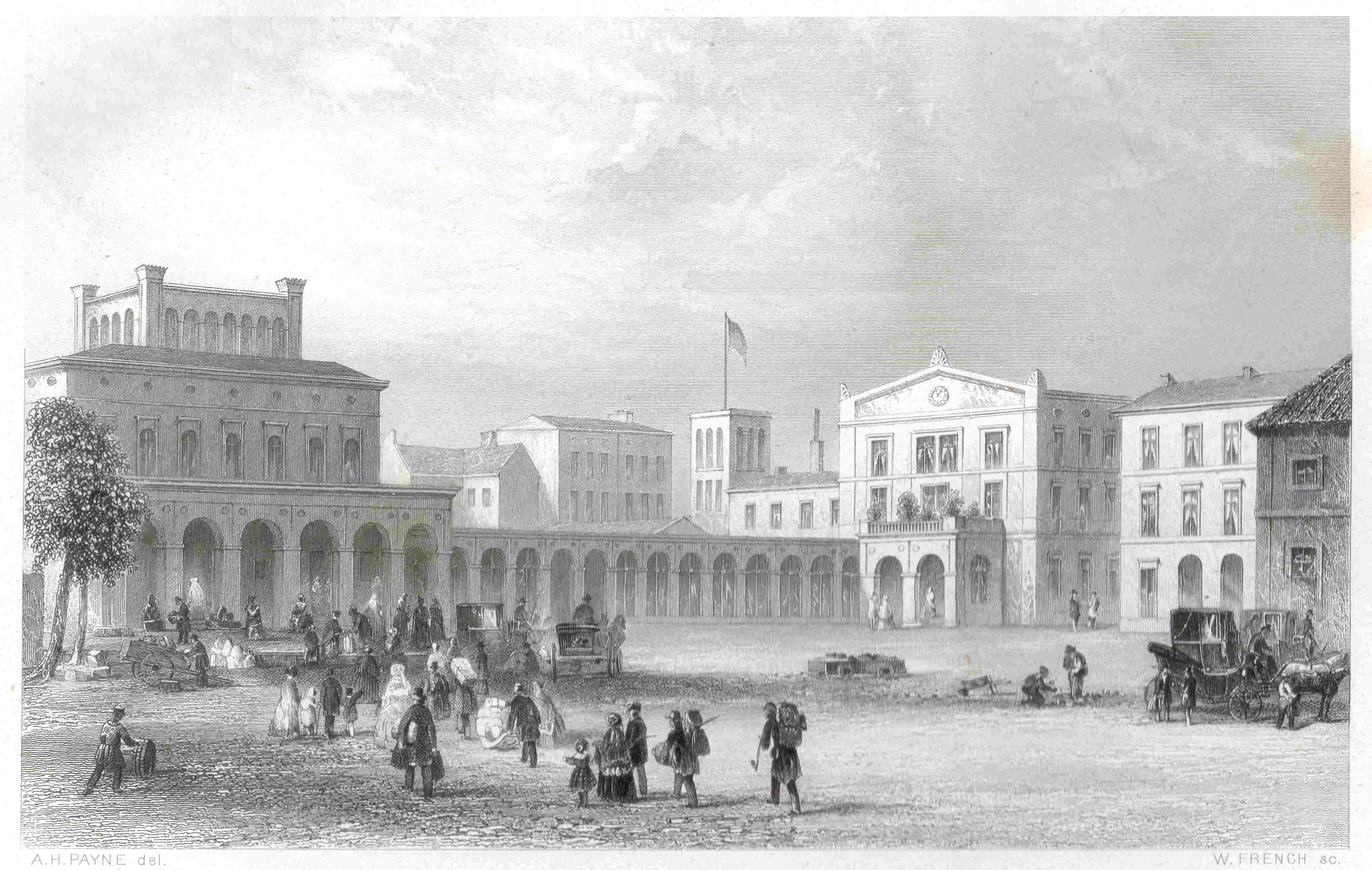
Der erste Potsdamer Bahnhof, um 1850

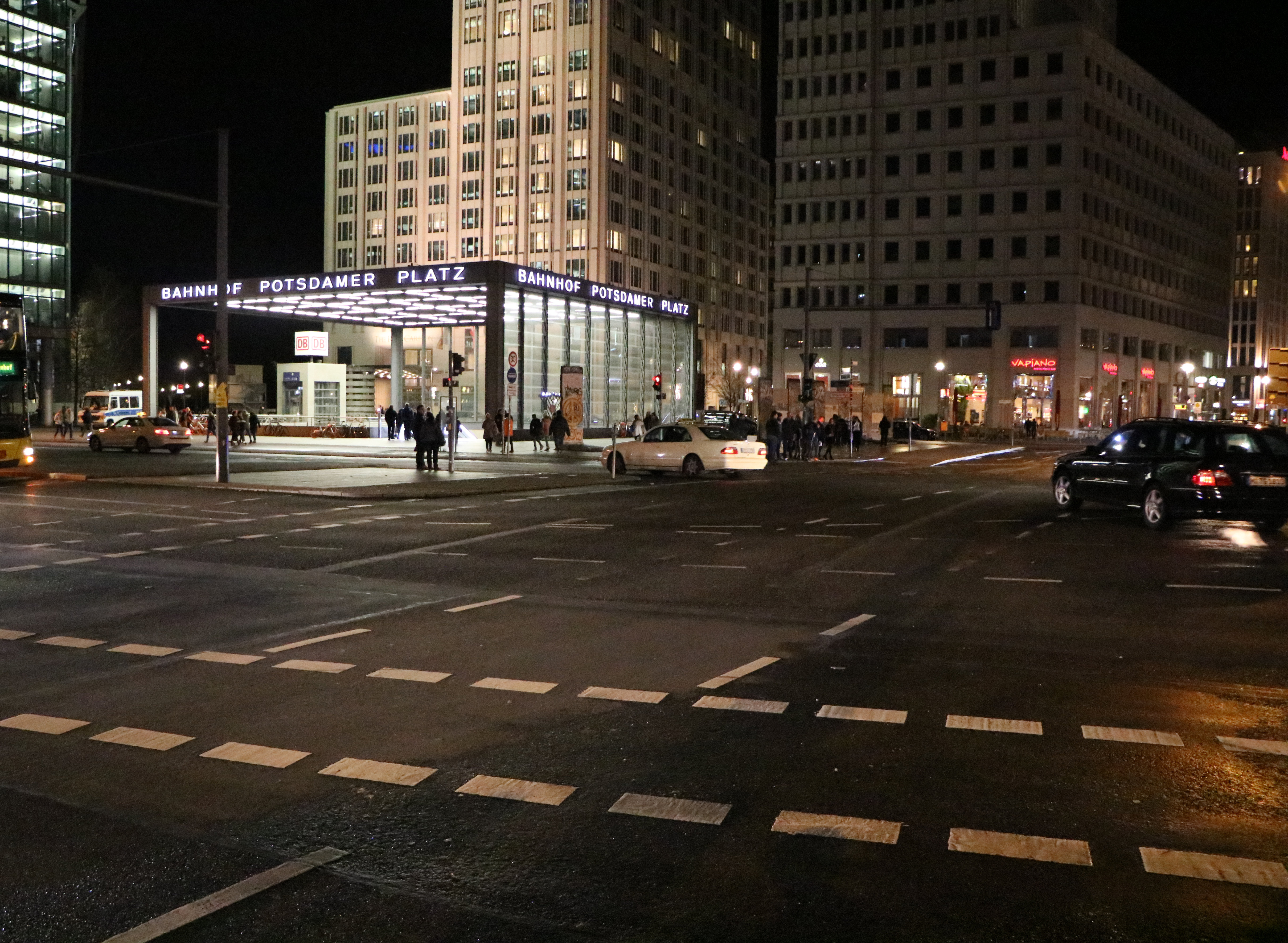
Bahnhof Potsdamer Platz bei Nacht, Dezember 2018

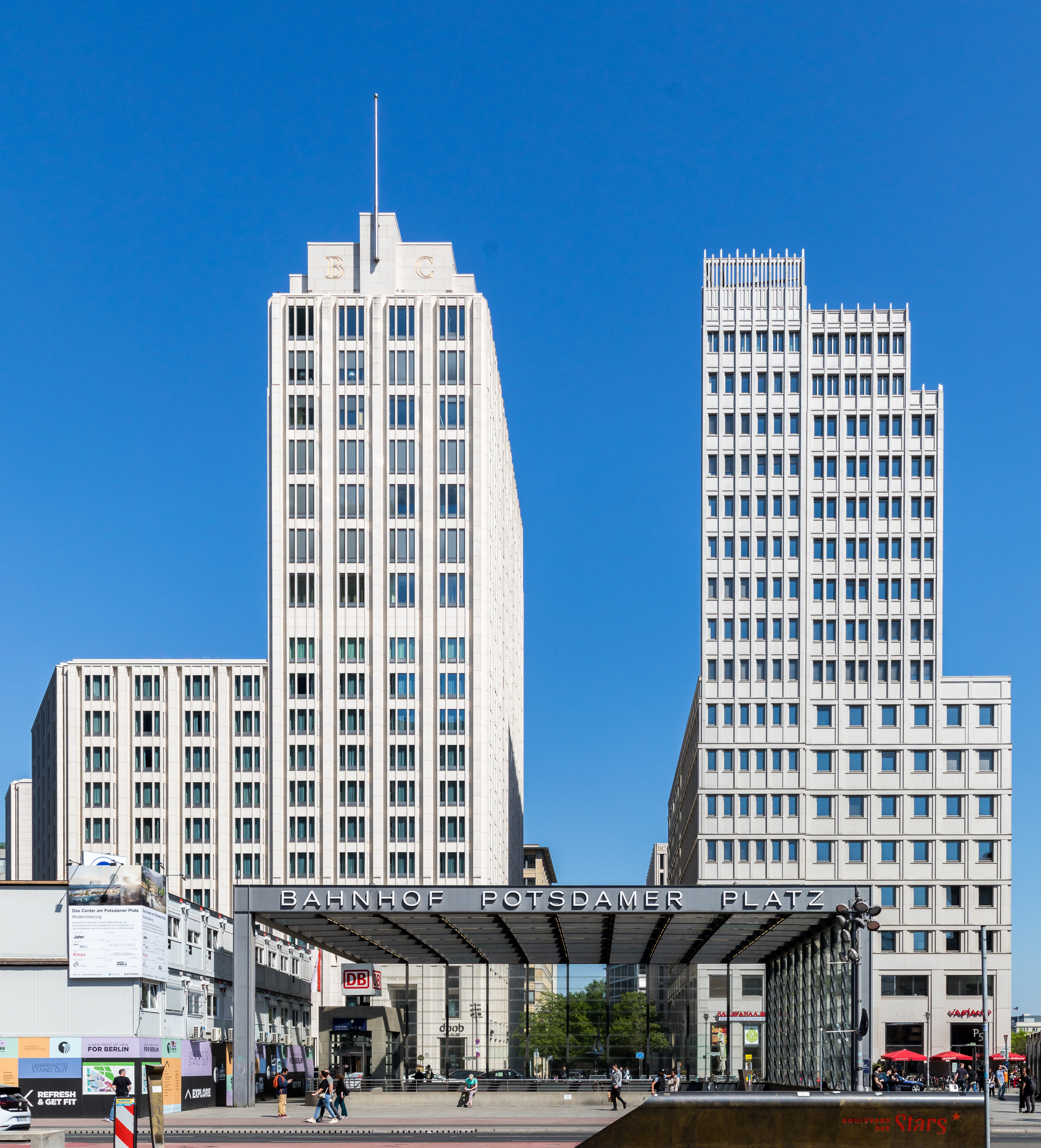
Nördlicher Eingang

Vor der Teilung Berlins befand sich am Potsdamer Platz der oberirdisch gelegene Potsdamer Bahnhof, ein Kopfbahnhof, von dem Züge auf der sogenannten „Stammbahn“, der ältesten preußischen Eisenbahnstrecke, in Richtung Potsdam und Magdeburg und weiter nach Westdeutschland die Stadt verließen. Der Bahnhof eröffnete als erster Bahnhof Berlins 1838 direkt vor dem Potsdamer Tor der Berliner Zollmauer. Er wurde auf der sogenannten „Großen Bleiche“ errichtet, die zuvor von der Rixdorfer und Berliner Brüdergemeine erworben wurde.
Der erste Potsdamer Bahnhof bestand bis 1869. Eine neue Anlage wurde von Julius Ludwig Quassowski (1824–1909) entworfen, verfügte über fünf Bahnsteige und vier Gleise sowie eine 173 m lange und 36 m breite Halle. Kaiser Wilhelm I. weihte den für 3,34 Millionen Mark errichteten Neubau am 30. August 1872 feierlich ein. Der Mittelrisalit des Bahnhofs wurde im Stil florentinischer Paläste durch Rundbögen gegliedert. Bis 1890 frequentierten über drei Millionen Fahrgäste den Bahnhof. Deshalb wurde der Neubau von eigenen Kopfbahnhöfen für den Vorortverkehr erforderlich, diese wurden 1891 eröffnet.
Bis in die 1930er Jahre bestand der Potsdamer Bahnhof aus drei Teilbahnhöfen für den Personenverkehr:
- Auf der Westseite der zweigleisige Wannseebahnhof für die gleichnamige Strecke,
- in der Mitte der viergleisige Fernbahnhof für Züge in Richtung Potsdam, Brandenburg und Magdeburg (teilweise weiter in den Harz oder Richtung Hannover – Ruhrgebiet/Kreiensen – Kassel – Frankfurt am Main),
- auf der Ostseite der viergleisige Ring- und Vorortbahnhof für die Vorortstrecken nach Lichterfelde Ost und Zossen sowie für die Südringzüge über die Südringspitzkehre zur Ringbahn. Die Südringspitzkehre wurde nach Bombenschäden durch alliierte Luftangriffe 1944 nicht wieder aufgebaut, seitdem verkehrten die S-Bahn-Züge als Vollringzüge (1944–1961 und seit 2006).

In den 1920er und 1930er Jahren galt der Potsdamer Platz als einer der verkehrsreichsten Plätze Europas. Zahlreiche Hotels, Gaststätten und insbesondere das Haus Vaterland prägten den Ruf dieses Bereichs als Amüsierviertel. Zudem lagen viele Büros und Banken sowie Regierungseinrichtungen (einschließlich der alten und der Neuen Reichskanzlei) in unmittelbarer Nähe.
Nach erheblichen Zerstörungen im Zweiten Weltkrieg stellte die Deutsche Reichsbahn 1945 noch vor Ende des Krieges den Betrieb ein. Am 27. September 1945 beschloss die Reichsbahn endgültig, den Potsdamer Fernbahnhof stillzulegen. Durch die Flutung des Nordsüd-S-Bahn-Tunnels (siehe Geschichte der Berliner U-Bahn) in den letzten Kriegstagen war es aber notwendig, die S-Bahn-Züge der Wannseebahn bis 1946 wieder im oberirdischen Potsdamer Ringbahnhof wenden zu lassen.
Die Reste des Bahnhofsgebäudes und die Gleisanlagen des Potsdamer Bahnhofs gehörten zum Bezirk Mitte und damit zu Ost-Berlin, lagen aber als schmaler Gebietsstreifen, der bis zum Landwehrkanal reichte, eingeklemmt zwischen den damaligen West-Berliner Bezirken Kreuzberg und Tiergarten. Bei einem Gebietsaustausch mit der DDR im Jahr 1972 wurde das für die DDR nicht sinnvoll nutzbare Gebiet an West-Berlin abgetreten. Die Lage des Gleisfeldes entspricht zwischen Potsdamer Platz und Landwehrkanal weitgehend dem heutigen Tilla-Durieux-Park und den östlich daran anschließenden Wohnbauten bis zur Köthener Straße.

### Potsdamer Güterbahnhof
Der Potsdamer Güterbahnhof befand sich südlich des Landwehrkanals, im Westen der Dennewitz- sowie der Flottwellstraße, im Süden von der Yorckstraße und im Osten vom Gleisdreieck sowie dem Anhalter Güterbahnhof begrenzt. Dort befand sich unter anderem das Bahnbetriebswerk Bw Berlin Pog, das auch die Lokomotiven für den Personenverkehr bereitstellte, und Aufstellgruppen für Fern-, Vorort- und Ringbahnzüge.
Im Zusammenhang mit dem Bau des neuen Stadtquartiers am Potsdamer Platz und der Tiergartentunnel war hier ein großes Baulogistikzentrum eingerichtet, das den Bodenaushub und die benötigten Baustoffe zwischen Baustellen-Lkw und Güterwagen umschlug. Für diesen Zweck wurde das Gütergleis der Wannseebahn befristet nutzbar gemacht. Ziel war, Lkw-Fahrten dieser Großbaustellen auf den innerstädtischen Straßen zu vermeiden. Hierzu wurde eine eigene Brücke über den Landwehrkanal für die Baustellen-Lkw erbaut.
Von 1995 bis 2006 wurde auf dem Gelände des ehemaligen Güterbahnhofs die südliche Rampe und die Tunneleinfahrt zum Tunnel Nord-Süd-Fernbahn angelegt, der in vier Röhren den Bahn-Fernverkehr in Nord-Süd-Richtung durch den zentralen Bereich zum neuen Hauptbahnhof leitet.
Seit dem 26. August 2006 wurde das Gelände des Potsdamer sowie des Anhalter Güterbahnhofs in die 26 Hektar große Parkanlage Park am Gleisdreieck umgestaltet. Der erste Teil des Parks wurde am 2. September 2011 eröffnet. Der zweite (westliche) Teil folgte am 31. Mai 2013.

### Wannseebahnhof

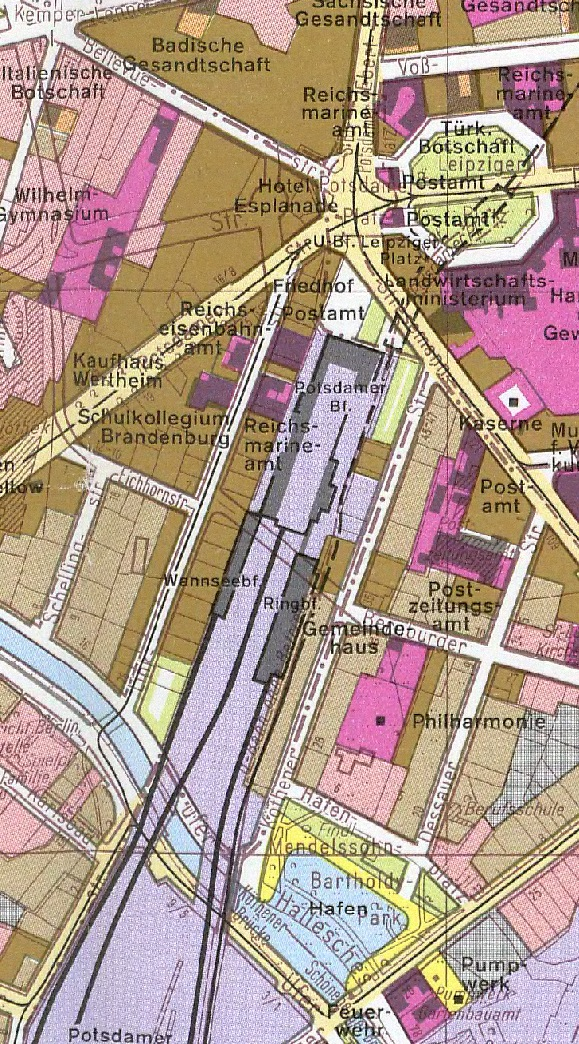
Potsdamer Bahnhof mit Wannseebahnhof und Ringbahnhof in einer Liegenschaftskarte um 1910, mit dem Straßenverlauf zwischen 1980 und 1985 in Hellbraun hinterlegt

Westlich an den Fernbahnhof angrenzend lag der Potsdamer Wannseebahnhof für den Vorortverkehr auf der Wannseebahn. Nach Inbetriebnahme des Nord-Süd-S-Bahn-Tunnels diente der Wannseebahnhof als Kapazitätserweiterung des Potsdamer Fernbahnhofs. Fern- und Wannseebahnhof wurden 1944 geschlossen.

### Ring- und Vorortbahnhof
Auf der östlichen Seite des Fernbahnhofs befand sich der Potsdamer Ring- und Vorortbahnhof. Dieser wurde von den Zügen der Ringbahn und den Zügen der Vorortstrecken der Anhalter und Dresdener Bahn nach Lichterfelde Ost bzw. Zossen genutzt. Für die Ringzüge stand ein Bahnsteig mit zwei stumpf endenden Gleisen zur Verfügung. Für die beiden Vorortstrecken, die sich erst im Bereich Priesterweg trennten, lag unmittelbar östlich vom Ringbahnsteig ein weiterer zweigleisiger Bahnsteig. Die Vorortzüge nach Lichterfelde Ost wurden bereits ab 1903 mit elektrischen Abteilwagenzügen betrieben und Ende der 1920er Jahre auf die Triebwagen der Bauart Stadtbahn umgestellt. Die Vorortzüge in Richtung Zossen wurden am 15. Mai 1939 (zunächst bis Mahlow, später bis Rangsdorf) vom Dampfbetrieb auf elektrischen S-Bahn-Betrieb umgestellt. Mit der Eröffnung des südlichen Abschnitts des Nord-Süd-Tunnels ab dem 6. November 1939 wurden die S-Bahnzüge der Anhalter Bahn und der Dresdener Bahn zum neuen unterirdischen Bahnhof Potsdamer Platz und weiter durch den Tunnel geführt.
Bis 1944 wendeten die vom Südring kommenden Züge noch im Ringbahnhof. Sie mussten dort Kopf machen und fuhren in Richtung Südring zurück. Ein alliierter Luftangriff vom 24. November 1943 zerstörte weite Teile der Gegend um den Potsdamer Platz. Seit Mitte 1944 verkehrten die Ringbahnzüge nicht mehr zum Potsdamer Bahnhof, sondern fuhren als Vollringzüge. Nach der Sprengung des Nord-Süd-S-Bahn-Tunnels unter dem Landwehrkanal in den letzten Kriegstagen und der Überflutung großer Teile des U-Bahn-Netzes (siehe auch: Geschichte der Berliner U-Bahn) wurde der Ringbahnhof erneut bis 1946 für S-Bahn-Züge der Wannseebahn genutzt.
Im Betriebsstellenverzeichnis wurde der Berlin Potsdamer Ring- und Vorortbahnhof als Por geführt.

## S-Bahnhof Potsdamer Platz

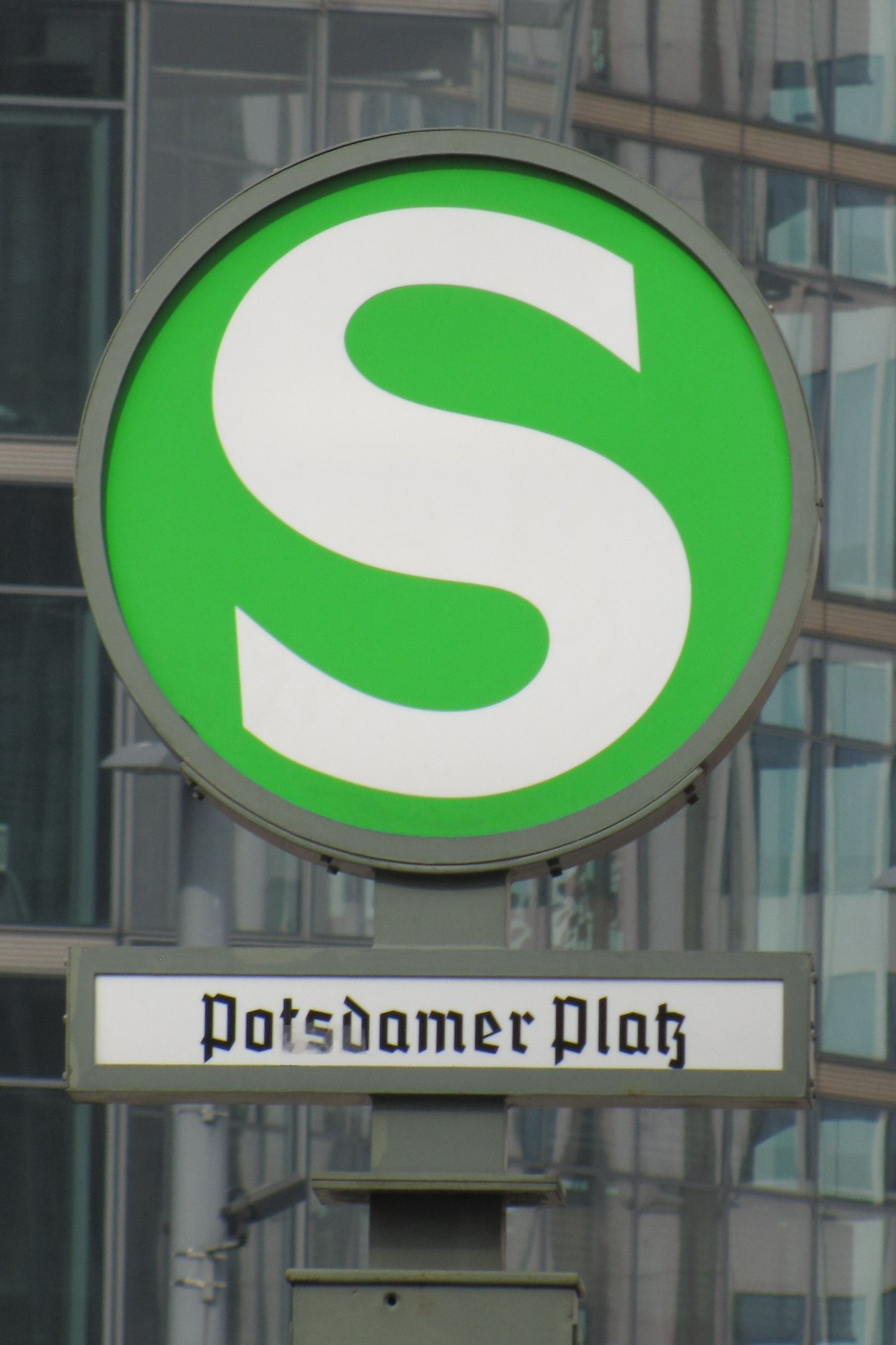
S-Bahn-Schild Potsdamer Platz Berlin

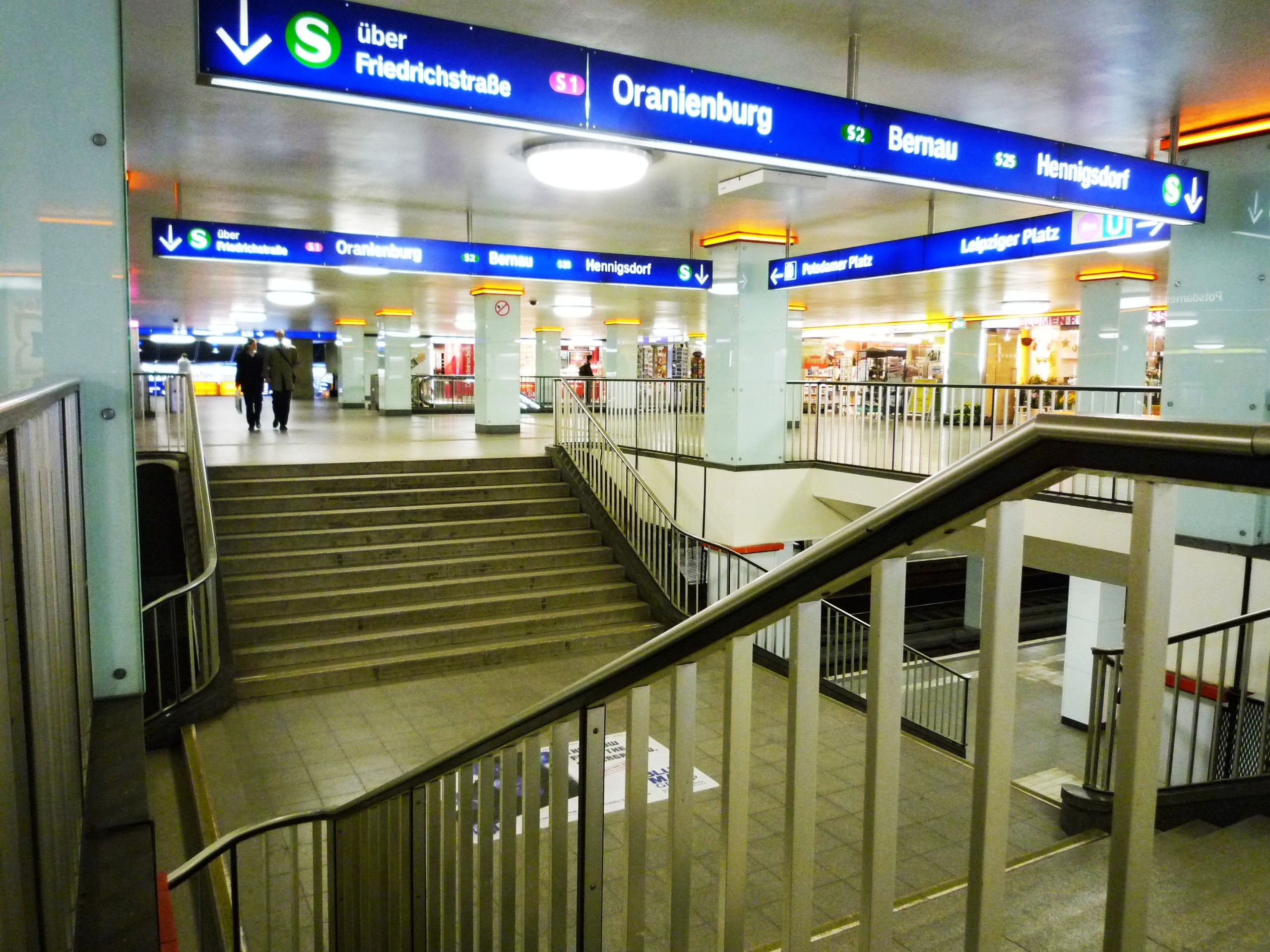
S-Bahnhof Potsdamer Platz, Zwischengeschoss

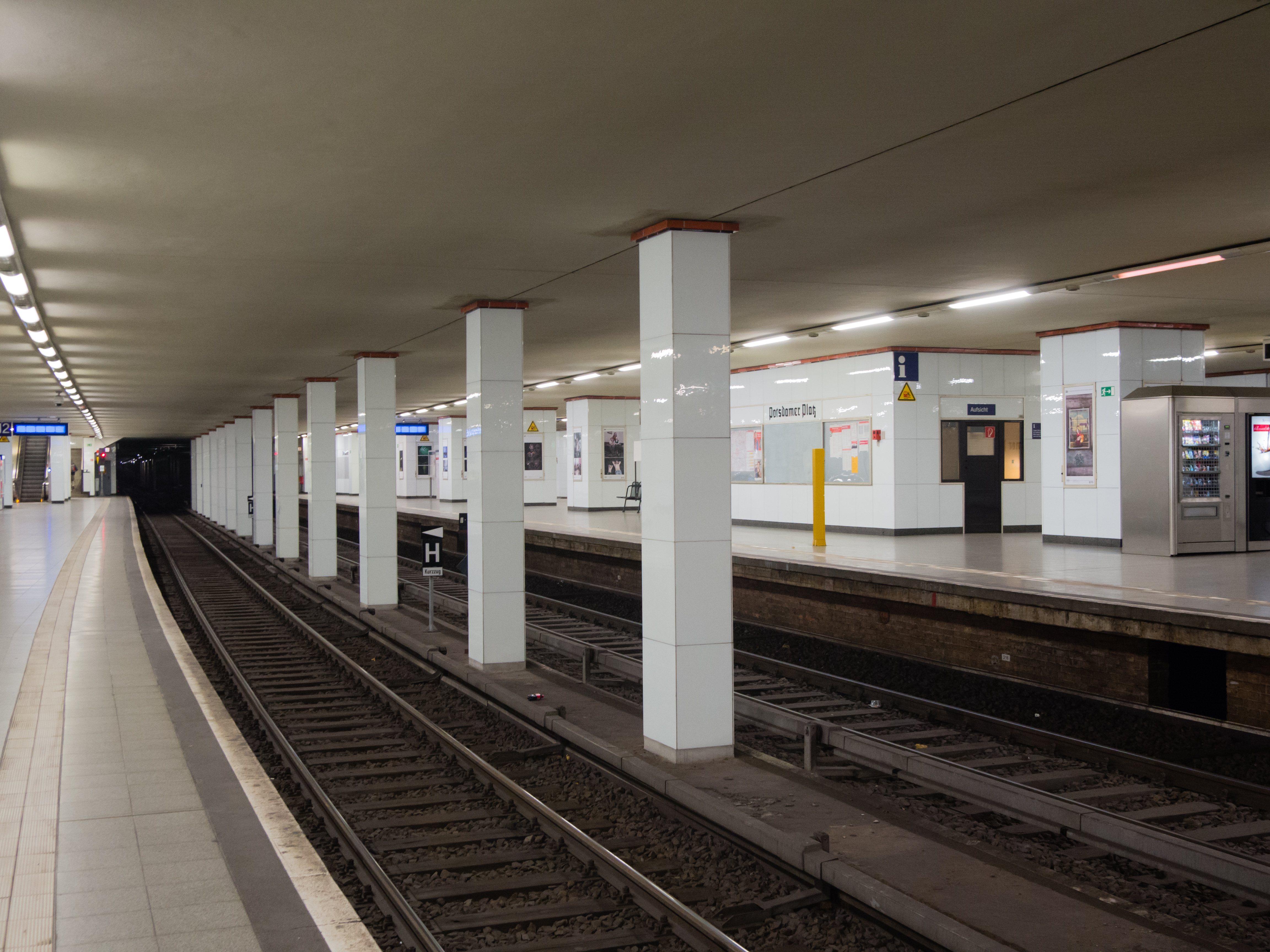
S-Bahnsteige am Potsdamer Platz

Der Tunnel der Nord-Süd-S-Bahn wurde als Verbindung der einst wichtigen Fernbahnhöfe Stettiner Bahnhof (heute: Nordbahnhof), Potsdamer Bahnhof und Anhalter Bahnhof (allesamt Kopfbahnhöfe) sowie Bahnhof Friedrichstraße (Durchgangsbahnhof) errichtet. Der südliche Abschnitt mit dem nach den Plänen von Richard Brademann erbauten Tunnelbahnhof Potsdamer Platz wurde am 15. April 1939 eröffnet. Dieser besaß von Anfang an vier Gleise an zwei Mittelbahnsteigen, von denen die beiden mittleren Gleise für die Einbindung von Erweiterungsstrecken vorgehalten wurden.
Der Bahnhof wurde als zentraler Verzweigungsknoten von je zwei südlichen und nördlichen Zweigen der Nord-Süd-S-Bahn konzipiert. Geplant war damals, die Ringbahnzüge anstatt in den oberirdischen Vorortbahnhof in den unterirdischen Bahnhof Potsdamer Platz und weiter nördlich über Lehrter Bahnhof zum Nordring zu führen. Dazu wurde auf der Südseite das Kreuzungsbauwerk zur Einbindung der Ringbahnspitzkehre und im Norden ein Tunnelstumpf bis zur Behrenstraße gebaut, der als Abstellanlage genutzt wird und im Berliner Bahner-Jargon als „Heuboden“ bekannt ist. Das Bahnsteiggleis 13, seit der Inbetriebnahme des elektronischen Stellwerkes Gleis 453, ist ein bisher nur auf der Nordseite angebundenes Stumpfgleis. Auch in südlicher Richtung blieb die Möglichkeit zur Weiterführung der Trasse über die Jahrzehnte hinweg erhalten, trotz der historisch bedingten massiven städtebaulichen Eingriffe. Bei der Errichtung der Gebäude der Park Kolonnaden in den späten 1990er Jahren wurden entsprechende Bauvorleistungen und Flächenfreihaltungen bis auf Höhe des Bahnhofs Mendelssohn-Bartholdy-Park der parallel verlaufenden U-Bahn-Strecke berücksichtigt. Im Rahmen des S-Bahn-Projektes S21 werden die ursprünglichen Planungen nun in ähnlicher Weise wieder neu aufgenommen, wobei diese für den nördlichen Teil, vorbei am heutigen Hauptbahnhof, bereits konkret gefasst sind.
Während der Teilung Berlins von 1961 bis 1989 lag der Bahnhof direkt unter der Berliner Mauer. Als Zugangsstelle war er geschlossen und die Züge durchfuhren ihn als „Geisterbahnhof“ ohne Halt. Der S-Bahnhof steht unter Denkmalschutz.
In den 1990er Jahren wurden im Zuge der neuen Bebauung des Potsdamer bzw. Leipziger Platzes über den östlichen Eingängen der S-Bahn-Station kleine Aufbauten vorgesehen. Von Oswald Mathias Ungers entworfen und an die Kubaturen des früheren Potsdamer Tores angelehnt, kamen sie jedoch nie zur Ausführung.
Die Station ist als einer von 20 sogenannten Stammbahnhöfen der Berliner S-Bahn mit einer örtlichen Aufsicht besetzt.
Seit Mitte 2016 erfolgt an den S-Bahnsteigen die Zugabfertigung durch den Triebfahrzeugführer mittels Führerraum-Monitor (ZAT-FM).

## Regionalbahnhof Potsdamer Platz

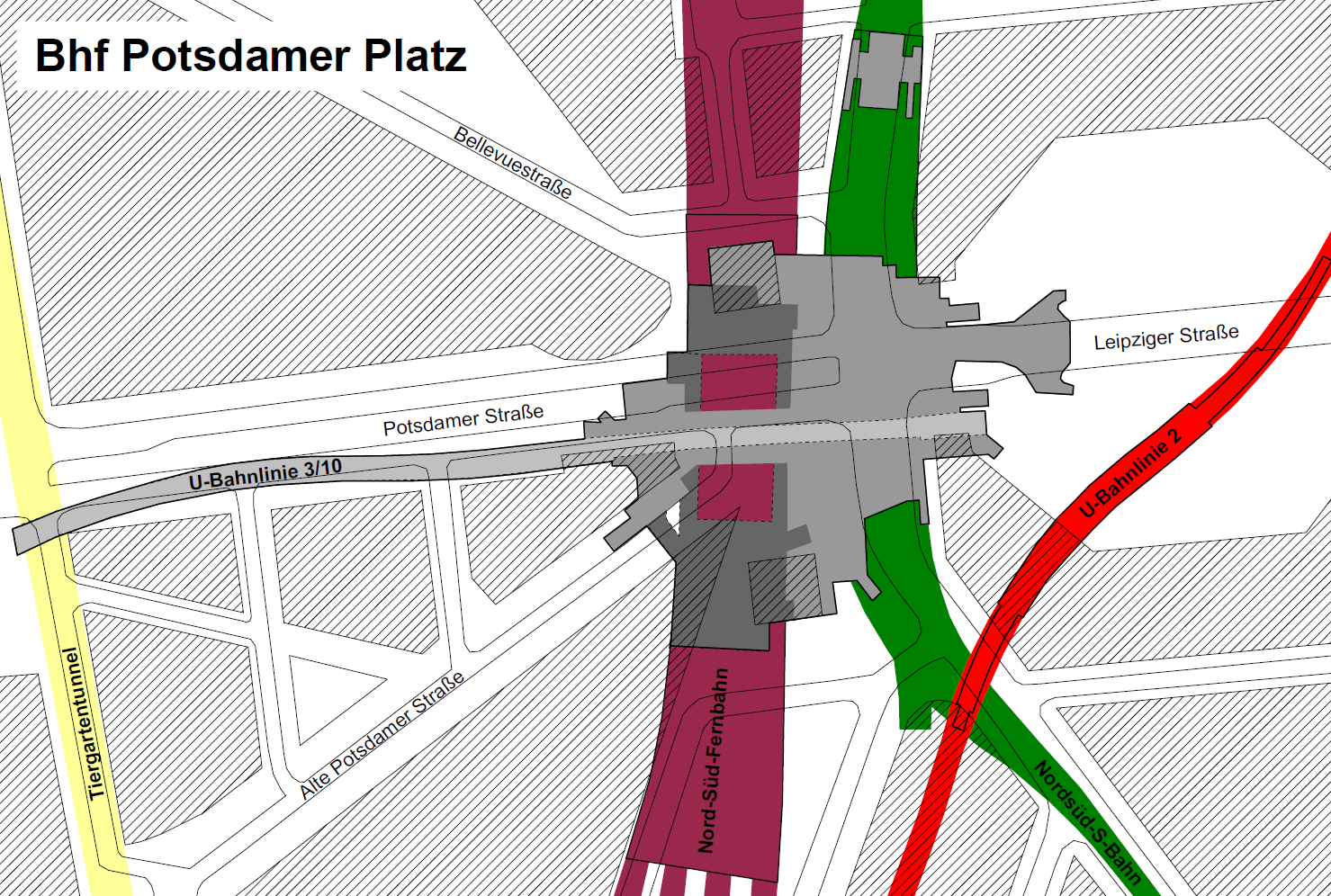
Der unterirdische Bahnhofskomplex in seinen heutigen Ausmaßen

Direkt neben dem S-Bahnhof wurde im Jahr 2006 die Station mit dem Namen Bahnhof Potsdamer Platz, der auch über den Zugangsbauwerken zu lesen ist, eröffnet. Aus bahnbetrieblicher Sicht ist diese Station ein Haltepunkt an der viergleisigen Nord-Süd-Verbindung des Fern- und Regionalverkehrs zwischen den Bahnhöfen Hauptbahnhof und Südkreuz.

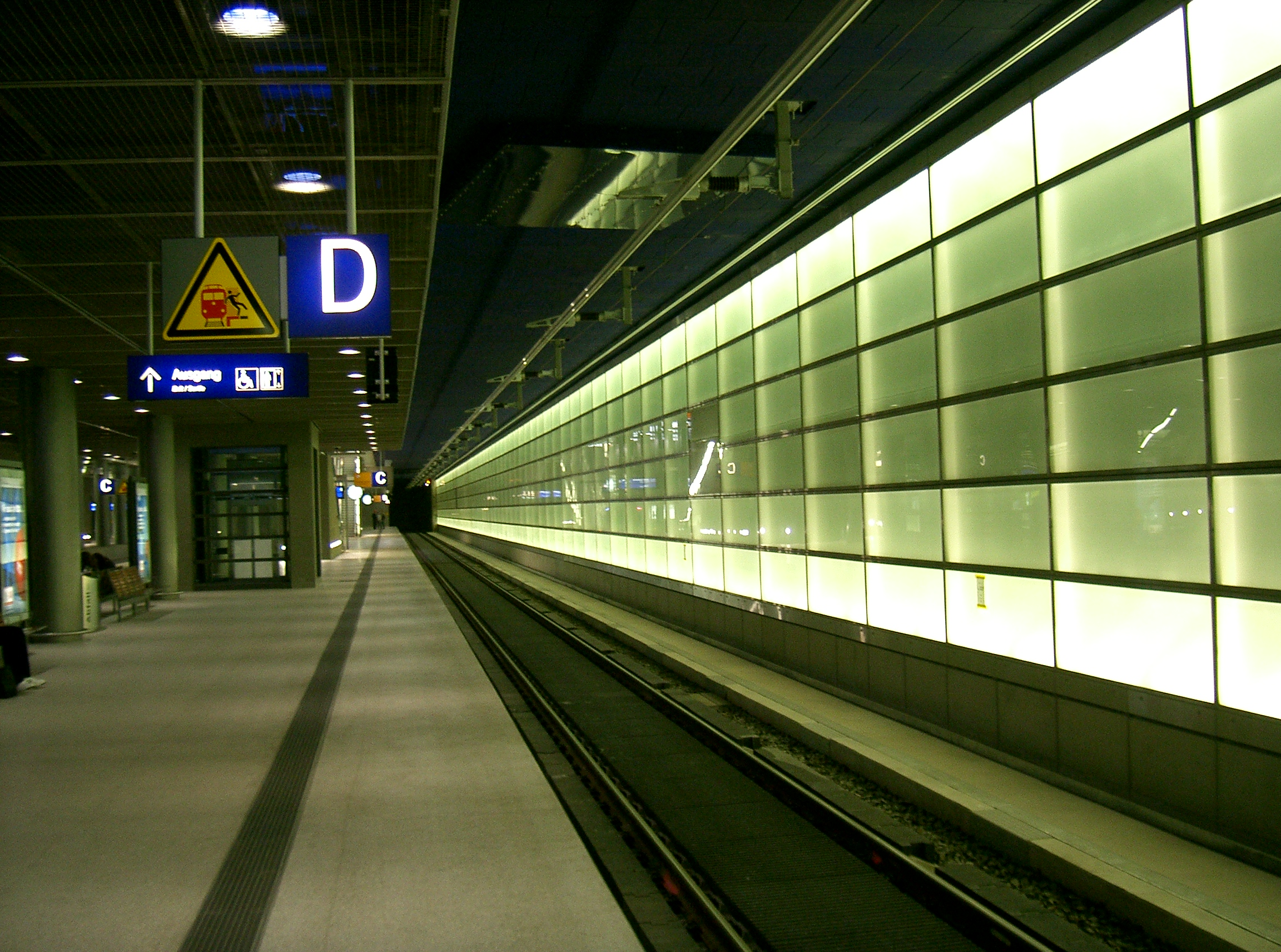
Regionalbahnhof Potsdamer Platz

Das 260 m lange, 50 m breite und (auf Gleisebene) 20 m unter dem Straßenniveau liegende Bauwerk weist zwei jeweils 240 ;m lange Mittelbahnsteige an den vier Gleisen auf. Unmittelbar nördlich der Bahnsteige liegen Vorsignalwiederholer für die südlichen Einfahrsignale von Berlin Hauptbahnhof.
Die Station wurde nach den Plänen der Architektengemeinschaft Bahnhof Potsdamer Platz Architekten (BPA) errichtet, die aus den Büros Hilmer & Sattler und Albrecht, Hermann + Öttl und Modersohn Freiesleben mit Ingenieur Bernhard Behringer bestand.
Die Bauarbeiten sollten 1995 beginnen. Die Fertigstellung des Rohbaus war für Frühjahr 1997 geplant, in den Jahren 1997–1999 sollte der Innenausbau folgen. Die Inbetriebnahme des Bahnhofs war erst für 2002 geplant. Mitte 2002 war geplant, den Bahnhof Ende 2005 in Betrieb zu nehmen, ein halbes Jahr vor der geplanten Inbetriebnahme des Hauptbahnhofs. Zur Eröffnung am 28. Mai 2006 wurden 116 Regionalzughalte pro Tag angeboten.
Verkehrsprognosen vor der Eröffnung gingen von 80.000 Fahrgästen pro Tag aus, darunter 50.000 im Bereich des Regionalbahnhofs sowie etwa 30.000 Umsteiger zu U- und S-Bahn.
Nach Fertigstellung der Dresdener Bahn soll der Flughafen-Express im Bahnhof Potsdamer Platz halten. Der geplante Wiederaufbau der Stammbahn soll den Bahnhof wieder mit Potsdam verbinden.
Aufgrund von Arbeiten an einem neuen Stellwerk, die unter anderem zur Einbindung der Dresdner Bahn erforderlich sind, soll der Abschnitt zwischen Berlin Südkreuz und Berlin Hauptbahnhof vom 24. Oktober bis 13. Dezember 2025 gesperrt werden.

## U-Bahnhöfe

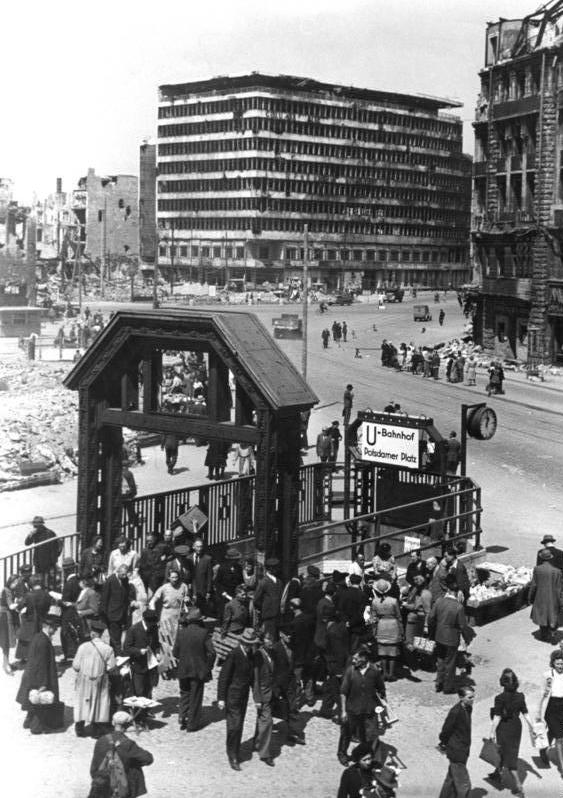
Westlicher, am Potsdamer Platz gelegener Eingang zum U-Bahnhof Potsdamer Platz, im Hintergrund das Columbushaus, 1946

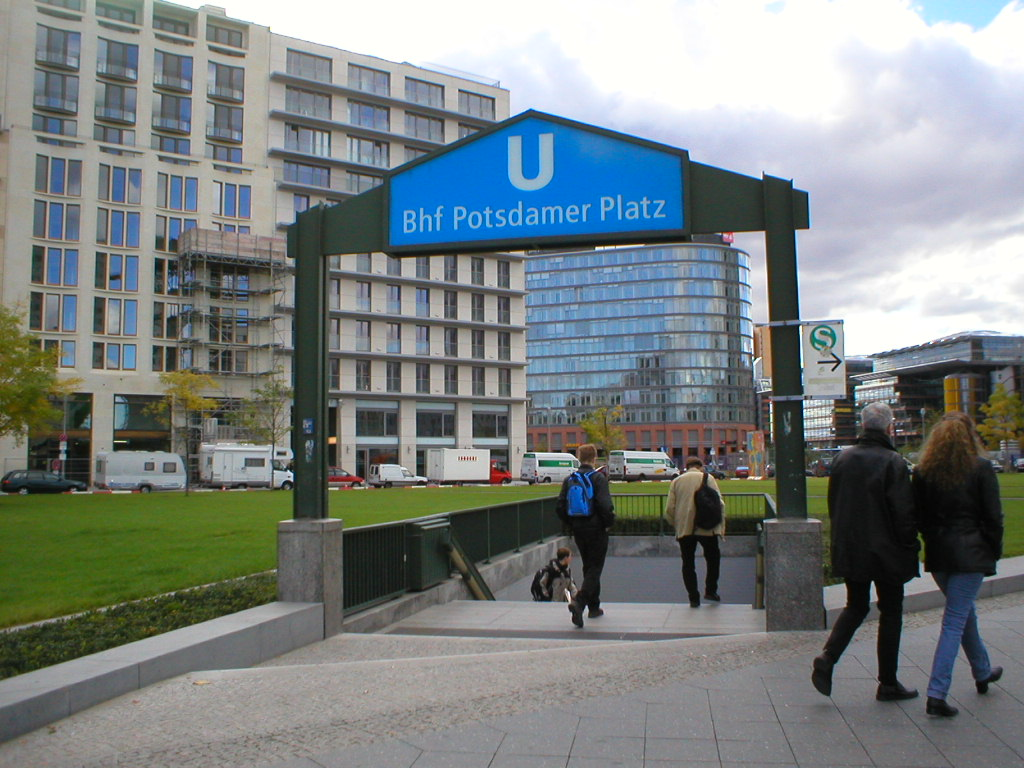
Östlicher, auf dem Leipziger Platz gelegener U-Bahn-Eingang, 2003

Obwohl am Potsdamer Platz drei U-Bahnhöfe gebaut wurden, ist nur einer davon in Betrieb. Der erste wurde nach nur fünf Jahren wieder geschlossen, der zweite ist seit über hundert Jahren (mit 31-jähriger Pause) in Betrieb, und der dritte wird möglicherweise nicht in Betrieb gehen.

### Alter U-Bahnhof Potsdamer Platz
Die erste Strecke der Berliner U-Bahn, eröffnet am 18. Februar 1902, besaß bereits einen unterirdischen Bahnhof am Potsdamer Platz. Wie alle unterirdischen Bahnhöfe der sogenannten „Stammstrecke“ besaß er Seitenbahnsteige. Er war zunächst Endstation des Linienzweigs vom Gleisdreieck in Richtung Innenstadt. Als Vorbereitung zum Weiterbau der Innenstadtstrecke bis zum Spittelmarkt wurde ein Bahnhof Leipziger Platz unter demselben, der sich unmittelbar östlich an den Potsdamer Platz anschließt, errichtet und 1907 in Betrieb genommen. Der seinerzeit noch nicht besonders alte erste U-Bahnhof Potsdamer Platz wurde geschlossen und an seiner Stelle eine Kehranlage eingerichtet.

### U-Bahnhof Potsdamer Platz (U2)

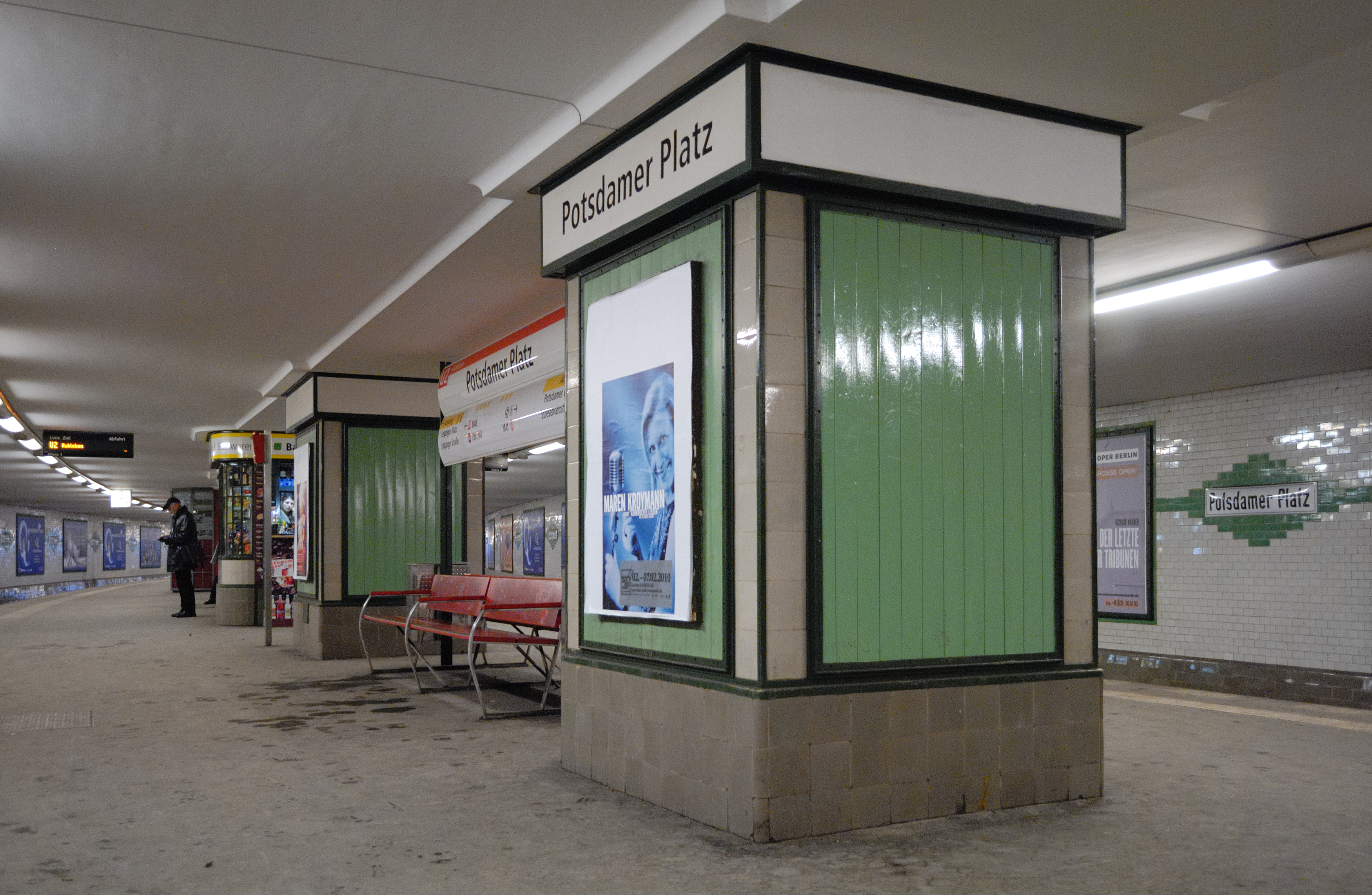
Bahnsteig der Linie U2

Der mit einem Mittelbahnsteig ausgestattete U-Bahnhof Leipziger Platz besaß einen Fußgängertunnel unter dem Platz hindurch bis vor das Warenhaus Wertheim. Der Bahnhof wurde 1923 in Potsdamer Platz umbenannt und behielt diesen Namen bis heute.
Während der Teilung Berlins wurde die seit 1930 bis nach Pankow (Vinetastraße) führende Innenstadtstrecke unterbrochen. Da der Potsdamer Platz direkt unter den Grenzanlagen lag, konnte der U-Bahnhof weder vom westlichen noch vom östlichen Teilnetz genutzt werden. Eine Nutzung für das Westnetz lehnte der Senat noch 1961 ab. Er diente stattdessen als Abstellanlage der Ost-Berliner Linie A, die eine Station weiter (Thälmannplatz, später: Otto-Grotewohl-Straße, heute: Mohrenstraße) endete. Erst 1993 wurden die beiden Teile der seitdem U2 genannten Linie wieder vereinigt und der U-Bahnhof am Potsdamer Platz wieder in Betrieb genommen. Er ist der älteste weitgehend original erhaltene unterirdische U-Bahnhof in Berlin. Der U-Bahnhof steht unter Denkmalschutz.
Es besteht keine unterirdische Wegeverbindung vom U-Bahnhof zum S- und Regionalbahnhof. Im Jahr 2009 wurde ein Aufzug zum neun Meter breiten Mittelbahnsteig in Betrieb genommen, der zur Südseite des Leipziger Platzes führt. Seitdem ist der Bahnhof barrierefrei zugänglich.

### U-Bahnhof Potsdamer Platz (U3)
Für eine langfristig geplante neue U-Bahn-Linie U3 wurde im Zuge der Bauarbeiten für den oben beschriebenen und im Jahr 2006 in Betrieb genommenen Regionalbahnhof bereits eine U-Bahn-Station im Rohbau errichtet. Diese Linie soll langfristig von Weißensee über den Alexanderplatz und den Potsdamer Platz bis zum Kurfürstendamm führen. In ähnlicher Linienführung war davor im Rahmen des 200-Kilometer-Plans von 1955 die U10 von Weißensee über Alexanderplatz und Potsdamer Platz, dann allerdings weiter in Richtung Steglitz und Lichterfelde, geplant.
Die Bauvorleistung für den U-Bahnhof der geplanten Linie U3 wurde in Ost-West-Richtung in Querlage über den Bahnhöfen der Regionalbahn und der S-Bahn errichtet. Der Bahnhof besitzt zwei Seitenbahnsteige und befindet sich in der Höhe der Verteilerebenen des S-Bahnhofs. Am Leipziger Platz sind zwei östliche Ausgänge vorbereitet. Fensterbänder an den Seitenwänden der Bahnsteige ermöglichen einen Blick auf die Bahnsteige des Regionalbahnhofs.
Zur Zwischennutzung werden dieser Bahnhof und Teile des Tunnelrohbaus in einer Größe von 6500 m² unter dem Namen U3 Bahnhof zur Anmietung für Veranstaltungen angeboten.
Erste konkrete Bauplanungen für einen Tunnelbahnhof in dieser Lage stammen bereits aus der zweiten Hälfte der 1930er Jahre und beeinflussten die Gestaltung und die Höhenlage des 1939 eröffneten Tunnelbahnhofs der Nordsüd-S-Bahn. Damals war zwischen der mittleren und der südlichen Verkehrshalle des S-Bahnhofs sogar ein viergleisiges Bahnhofsbauwerk für die U-Bahn vorgesehen. Der Nordast der Linie A (heute Linie U2) sollte ab Leipziger Platz nicht mehr in Richtung Gleisdreieck weiterlaufen, sondern in die Potsdamer Straße verschwenkt werden. Über dem S-Bahnhof Potsdamer Platz hätten die Gleise der Linie A je einen Außenbahnsteig bekommen. Zusätzlich sollte eine U-Bahn-Linie aus der Leipziger Straße kreuzungsfrei zwischen die Gleise der Linie A geführt werden. Für diese Linie war über dem S-Bahnhof kein Bahnsteig vorgesehen.

## Anbindung
Der Bahnhof wird von mehreren Linien des Regionalverkehrs, der S-Bahn sowie der U2 bedient und bietet Umsteigemöglichkeiten zu den Omnibuslinien M41, M48, M85, 200 und 300 der BVG.

### Regionalverkehr
| Linie               | Linienverlauf | Linienverlauf | Takt (min)                                                        | EVU                   |
| ------------------- | --- | --- | ----------------------------------------------------------------- | --------------------- |
| RE 3                | Lutherstadt Wittenberg Hbf – Jüterbog – Luckenwalde – Ludwigsfelde – Berlin Potsdamer Platz – Eberswalde Hbf – Angermünde –                                    | Schwedt (Oder) | 120                                                               | DB Regio Nordost      |
| RE 3                | Lutherstadt Wittenberg Hbf – Jüterbog – Luckenwalde – Ludwigsfelde – Berlin Potsdamer Platz – Eberswalde Hbf – Angermünde –                                    | Prenzlau – Pasewalk – Züssow – Greifswald – Stralsund Hbf | 120                                                               | DB Regio Nordost      |
| RE 4                | Falkenberg (Elster) – Jüterbog – Luckenwalde – Ludwigsfelde – Berlin Potsdamer Platz – Berlin-Spandau – Dallgow-Döberitz – Wustermark – Rathenow – Stendal Hbf | Falkenberg (Elster) – Jüterbog – Luckenwalde – Ludwigsfelde – Berlin Potsdamer Platz – Berlin-Spandau – Dallgow-Döberitz – Wustermark – Rathenow – Stendal Hbf | 60 Jüterbog–Rathenow (120 Falkenberg–Jüterbog / Rathenow–Stendal) | DB Regio Nordost      |
| RE 5                | Berlin Südkreuz – Berlin Potsdamer Platz – Berlin Gesundbrunnen – Oranienburg – Löwenberg (Mark) – Neustrelitz Hbf –                                           | Waren (Müritz) – Güstrow – Rostock Hbf | 120                                                               | DB Regio Nordost      |
| RE 5                | Berlin Südkreuz – Berlin Potsdamer Platz – Berlin Gesundbrunnen – Oranienburg – Löwenberg (Mark) – Neustrelitz Hbf –                                           | Neubrandenburg – Stralsund Hbf | 120                                                               | DB Regio Nordost      |
| RE 8                | Berlin Hbf – Berlin Potsdamer Platz – Berlin Südkreuz – Wünsdorf-Waldstadt – Luckau-Uckro –                                                                    | Doberlug-Kirchhain – Elsterwerda | 120                                                               | Ostdeutsche Eisenbahn |
| RE 8                | Berlin Hbf – Berlin Potsdamer Platz – Berlin Südkreuz – Wünsdorf-Waldstadt – Luckau-Uckro –                                                                    | Finsterwalde (Niederlausitz) | 120                                                               | Ostdeutsche Eisenbahn |
| RB 10               | Berlin Südkreuz – Berlin Potsdamer Platz – Berlin Hbf – Berlin Jungfernheide – Berlin-Spandau – Falkensee – Nauen                                              | Berlin Südkreuz – Berlin Potsdamer Platz – Berlin Hbf – Berlin Jungfernheide – Berlin-Spandau – Falkensee – Nauen                                              | 60                                                                | DB Regio Nordost      |
| RB 14               | Berlin Südkreuz – Berlin Potsdamer Platz – Berlin Hbf – Berlin Jungfernheide – Berlin-Spandau – Falkensee – Nauen                                              | Berlin Südkreuz – Berlin Potsdamer Platz – Berlin Hbf – Berlin Jungfernheide – Berlin-Spandau – Falkensee – Nauen                                              | 60                                                                | DB Regio Nordost      |
| Stand: 9. Juni 2024 | | |                                                                   |                       |

### S- und U-Bahn
| Linie | Linienverlauf |
| ----- | --- |
|       | Oranienburg – Lehnitz – Borgsdorf – Birkenwerder – Hohen Neuendorf – Frohnau – Hermsdorf – Waidmannslust – Wittenau (Wilhelmsruher Damm) – Wilhelmsruh – Schönholz – Wollankstraße – Bornholmer Straße – Gesundbrunnen – Humboldthain – Nordbahnhof – Oranienburger Straße – Friedrichstraße – Brandenburger Tor – Potsdamer Platz – Anhalter Bahnhof – Yorckstraße (Großgörschenstraße) – Julius-Leber-Brücke – Schöneberg – Friedenau – Feuerbachstraße – Rathaus Steglitz – Botanischer Garten – Lichterfelde West – Sundgauer Straße – Zehlendorf – Mexikoplatz – Schlachtensee – Nikolassee – Wannsee |
|       | Bernau – Bernau-Friedenstal – Zepernick – Röntgental – Buch – Karow – Blankenburg – Pankow-Heinersdorf – Pankow – Bornholmer Straße – Gesundbrunnen – Humboldthain – Nordbahnhof – Oranienburger Straße – Friedrichstraße – Brandenburger Tor – Potsdamer Platz – Anhalter Bahnhof – Yorckstraße – Südkreuz – Priesterweg – Attilastraße – Marienfelde – Buckower Chaussee – Schichauweg – Lichtenrade – Mahlow – Blankenfelde |
|       | Hennigsdorf – Heiligensee – Schulzendorf – Tegel – Eichborndamm – Karl-Bonhoeffer-Nervenklinik – Alt-Reinickendorf – Schönholz – Wollankstraße – Bornholmer Straße – Gesundbrunnen – Humboldthain – Nordbahnhof – Oranienburger Straße – Friedrichstraße – Brandenburger Tor – Potsdamer Platz – Anhalter Bahnhof – Yorckstraße – Südkreuz – Priesterweg – Südende – Lankwitz – Lichterfelde Ost – Osdorfer Straße – Lichterfelde Süd – Teltow Stadt |
|       | Blankenburg – Pankow-Heinersdorf – Pankow – Bornholmer Straße – Gesundbrunnen – Humboldthain – Nordbahnhof – Oranienburger Straße – Friedrichstraße – Brandenburger Tor – Potsdamer Platz – Anhalter Bahnhof – Yorckstraße – Südkreuz – Priesterweg – Südende – Lankwitz – Lichterfelde Ost – Osdorfer Straße – Lichterfelde Süd – Teltow Stadt |
|       | Pankow – Vinetastraße – Schönhauser Allee – Eberswalder Straße – Senefelderplatz – Rosa-Luxemburg-Platz – Alexanderplatz – Klosterstraße – Märkisches Museum – Spittelmarkt – Hausvogteiplatz – Stadtmitte – Mohrenstraße – Potsdamer Platz – Mendelssohn-Bartholdy-Park – Gleisdreieck – Bülowstraße – Nollendorfplatz – Wittenbergplatz – Zoologischer Garten – Ernst-Reuter-Platz – Deutsche Oper – Bismarckstraße – Sophie-Charlotte-Platz – Kaiserdamm – Theodor-Heuss-Platz – Neu-Westend – Olympia-Stadion – Ruhleben                                                                               |